# هندل بنتلی
هندل بنتلی (انگلیسی: Handel Bentley؛ 19 March 1872 – ۱۹۴۵ (۷۳−۷۴ سال)) بازیکن فوتبال بود.
از باشگاه‌هایی که در آن بازی کرده‌است می‌توان به باشگاه فوتبال بولتون واندررز اشاره کرد.